# Culeolus murrayi
Culeolus murrayi är en sjöpungsart som beskrevs av William Abbott Herdman 1881. Culeolus murrayi ingår i släktet Culeolus och familjen lädermantlade sjöpungar. Inga underarter finns listade i Catalogue of Life.